# クエン酸リチウム
クエン酸リチウム（クエンさんリチウム、英: Lithium citrate）はリチウムのクエン酸塩で、化学式はLi3C6H5O7と表される。気分安定薬として、精神科治療において躁状態や双極性障害に使用される。医学的側面についてはリチウム塩に詳しい。
1920年代から1950年代に成分変更されるまで、炭酸飲料のセブンアップに添加されていた。